# Alice Renaud
Alice Renaud, de son vrai nom Rufine Renaux, née à Alost le 12 juillet 1855 et morte assassinée le 21 avril 1886, est une comédienne et une soprano du théâtre de la Monnaie. L'affaire de son féminicide par son mari, Gustave Vandersmissen, défraya la chronique en Belgique et à l'étranger en 1886,.

## Éléments biographiques
Rufine Renaud nait à Alost, le 12 juillet 1855. En 1872, à 17 ans, elle rencontre Félicien Rops, de 22 ans son aîné. Elle pose nue pour lui, ils deviennent amants. Il l'appelait sa jeune puberté et elle, mon professeur de débauche. Félicien Rops lui finance des études musicales et la fait engager au théâtre de la Monnaie. Ils se séparent en 1876. Alice Renaud rencontre Gustave Vandersmissen l'année suivante, en 1877. La famille de Gustave Vandersmissen ne veut pas entendre parler de ce qu'elle considère comme une mésalliance et s'oppose totalement au mariage de Gustave avec cette comédienne de si mauvaise réputation. Le couple se rend alors aux Pays-Bas et s'y marie religieusement, le 17 août 1879, et civilement l'année suivante à Saint-Josse-ten-Noode. Les époux s'y installent, au 26 de la Chaussée de Louvain et filent un temps le parfait amour,. En 1881, ils ont une fille, Madeleine.

## L'affaire Vandersmissen
En 1886, au cours de leur procédure de divorce, Alice est assassinée par son époux Gustave.  Celui-ci est condamné à dix ans de réclusion et gracié au bout de deux,.

## Opéras
- 1876: Au théâtre de la monnaie, elle incarne Micaela dans Carmen de Bizet.
- 1877: À Gand, elle joue le rôle de Valentine dans Les Huguenots de Meyerbeer.

- 1878: À Alost pour un gala de charité.